# Strobilanthes pulneyensis
Strobilanthes pulneyensis är en akantusväxtart som beskrevs av C. B. Cl.. Strobilanthes pulneyensis ingår i släktet Strobilanthes och familjen akantusväxter. Inga underarter finns listade i Catalogue of Life.